# Daniel Dunglas Home
Daniel Dunglas Home (Currie, 20 de março de 1833 — 21 de junho de 1886) foi um espiritualista britânico, famoso por suas alegadas capacidades como médium e por sua relatada habilidade de levitar até várias alturas, esticar-se e manipular fogo e carvões em brasa sem se machucar. Ele conduziu centenas de sessões durante um período de 35 anos — às quais compareceram muitos dos mais conhecidos nomes da Era vitoriana — sem ter sido exposto de forma conclusiva ou pública como uma fraude. Home nunca cobrou dinheiro por suas sessões e apresentações espiritualistas, pois ele considerava que havia sido designado espiritualmente com a "missão de demonstrar a imortalidade".
Ele se envolveu em algumas situações controversas em sua vida pessoal, como quando foi acusado de seduzir uma viúva de 75 anos, a Sra. Lyon, de se deixar adotar por ela e dela receber dinheiro - caso em que foi condenado pela justiça a devolver parte da soma que a Sra. Lyon lhe havia doado.

## Primeiros anos de vida
Daniel Home nasceu em Currie, um subúrbio de Edimburgo. Ele alegava que seu pai era filho natural de Alexander Home, 10° Conde de Home, e que sua mãe pertencia a uma família que se acreditava ser dotada de faculdade premonitória. Sobre o primeiro ponto pode haver alguma disputa, pois até que sua carreira florescesse como um médium na Inglaterra, seu sobrenome era sempre escrito como "Hume" e ele teve, na verdade, que negociar com o ministro da paróquia onde se casou o uso do seu sobrenome.
Quando fez nove anos, ele foi levado com sua tia e seu tio para os Estados Unidos. Em 1850 sua mãe morreu e em breve a casa de sua tia começou a ser perturbada com batidas semelhantes às que tinham ocorrido dois anos antes na casa das Irmãs Fox. Sua tia, com medo de o menino ter feito entrar o demônio, expulsou o jovem Home de casa, o que fez com que ele se visse vagando pelo país, parando nas casas dos amigos que queriam ver suas habilidades como médium. Esse modo de vida iria durar mais de 20 anos, uma vez que ele nunca pediu dinheiro para as suas sessões, apesar de ter sempre vivido muito bem com os presentes, as generosas doações e a hospedagem que recebia de seus muitos admiradores ricos. Há aparentemente duas razões pelas quais Daniel Home se recusava a receber pagamento direto: a primeira é que ele se via como em uma "missão para demonstrar a imortalidade" e a segunda, a que ele queria interagir com seus clientes como entre um cavalheiro e outro e não como um empregado deles (Doyle 1926: volume 1, 186-190).

## Sua carreira na Europa

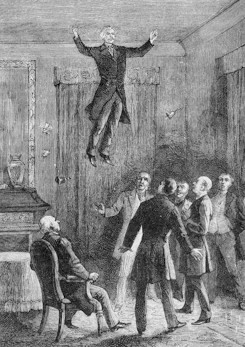
O médium levitando (ilustração originalmente publicada por pelo pesquisador Louis Figuier ("Les Mystères de la science", 1887).

Em 1855, em uma viagem financiada por espiritualistas estadunidenses, ele foi à Inglaterra. Ele é descrito nessa época como alto e magro, com olhos azuis e cabelo ruivo, vestido displicentemente e com uma séria doença pulmonar. Daniel Home fazia sessões para pessoas notáveis a plena luz do dia e produzia fenômenos tais como mover objetos à distância (Doyle 1926: volume 1, 188-192). Alguns dos primeiros convidados às suas sessões incluíam o cientista David Brewster, os romancistas Edward Bulwer-Lytton e Anthony Trollope, o socialista Robert Owen, e o swedenborgiano James John Garth Wilkinson (Doyle 1926: volume 1, 193-195). Daniel Home parecia ter o talento de converter os mais céticos, mas o poeta Robert Browning provou ser mais obstinado. Browning compareceu a uma sessão e a seguir manifestou sua impressão no poema não elogioso Sludge the Medium (Lama o Médium), de 1864.
Sua fama cresceu, impulsionada particularmente pelos seus extraordinários feitos de levitação. Sir William Crookes alegou saber de mais de 50 ocasiões nas quais Home tinha levitado, muitas das quais a uma altura de um metro e meio a dois metros do solo e "a plena luz do dia" (Doyle 1926: volume 1, 195-197). Talvez os feitos mais comuns fossem como esse, relatado por Frank Podmore: "Todos o vimos elevar-se do chão até uma altura de um metro e oitenta, ficar lá por cerca de dez segundos e, depois, descer vagarosamente" (Podmore 1902, p. 254).
Nos anos seguintes ele viajou pela Europa continental, sempre como convidado de patrocinadores ricos. Em Paris ele foi convocado às Tulherias para desempenhar uma sessão para Napoleão III. Ele desempenhou para a Rainha Sofia da Holanda que escreveu sobre a experiência: "Eu o vi quatro vezes … eu senti uma mão tocando a ponta dos meus dedos, vi um sino dourado pesado movendo-se sozinho de uma pessoa para outra, vi meu lenço mover-se sozinho e retornar para mim com um laço… Ele mesmo é um jovem pálido, doentio e bastante bonito, mas sem uma aparência ou qualquer coisa que pudesse quer fascinar quer assustar alguém. É maravilhoso. Eu me sinto tão feliz de ter visto isso…".
Em 1866 a Sra. Lyon, uma viúva rica, adotou-o como filho e lhe concedeu £ 60 000, em uma aparente tentativa de obter ingresso na alta sociedade. Descobrindo que a adoção não tinha alterado sua situação social, ela se arrependeu do que havia feito e entrou com uma ação para obter de volta o seu dinheiro sob a alegação de que ele tinha sido obtido por influência espiritual.  Sob a lei britânica, à defesa cabe o peso de provar contra nesses casos e provar contra era impossível por falta de evidências físicas. Concordantemente, o caso foi decidido contra Daniel Home, o dinheiro da Sra. Lyon foi devolvido e a imprensa aproveitou para ridicularizá-lo. É de se notar que os conhecidos de Daniel Home na alta sociedade entenderam que ele se havia comportado como um completo cavalheiro e ele não perdeu um único de seus amigos importantes (Doyle 1926: volume 1, 207-209).
Home encontrou-se com um dos amigos mais próximos em 1867, o jovem Lord Adare (mais tarde Windham Thomas Wyndham-Quin, o Quarto Conde de Dunraven and Mount). Adare ficou fascinado por Home e começou a documentar as sessões que eles fizeram. Uma das levitações mais famosas de Home ocorreu em uma dessas sessões no ano seguinte. Diante de três testemunhas (Adare, o Capitão Wynne, e James Ludovic Lindsay (Lord Lindsay), Home teria levitado para fora de uma janela de um quarto em um terceiro andar e entrado de volta pela janela do quarto ao lado (Doyle 1926: volume 1, 196-197).
Home casou-se duas vezes. Em 1858 ele se casou com Alexandria de Kroll, a filha de 17 anos de uma família nobre russa. Eles tiveram um filho, Gregoire, mas Alexandria adoeceu de tuberculose e morreu em 1862. Em outubro de 1871, Home casou-se pela segunda vez com Julie de Gloumeline, uma rica senhora russa que ele conheceu em São Petersburgo. No correr dos fatos converteu-se à fé grega ortodoxa. Aos 38 anos ele se aposentou. Sua saúde estava mal – a tuberculose, da qual ele tinha sofrido pela maior parte de sua vida, estava avançando – e seus poderes, ele afirmava, estavam falhando. Ele morreu em 21 de junho de 1886 e foi enterrado ao lado de sua filha no cemitério de St. Germain-en-Laye. (Lamont, 2005 p. 222-223)

## Investigações

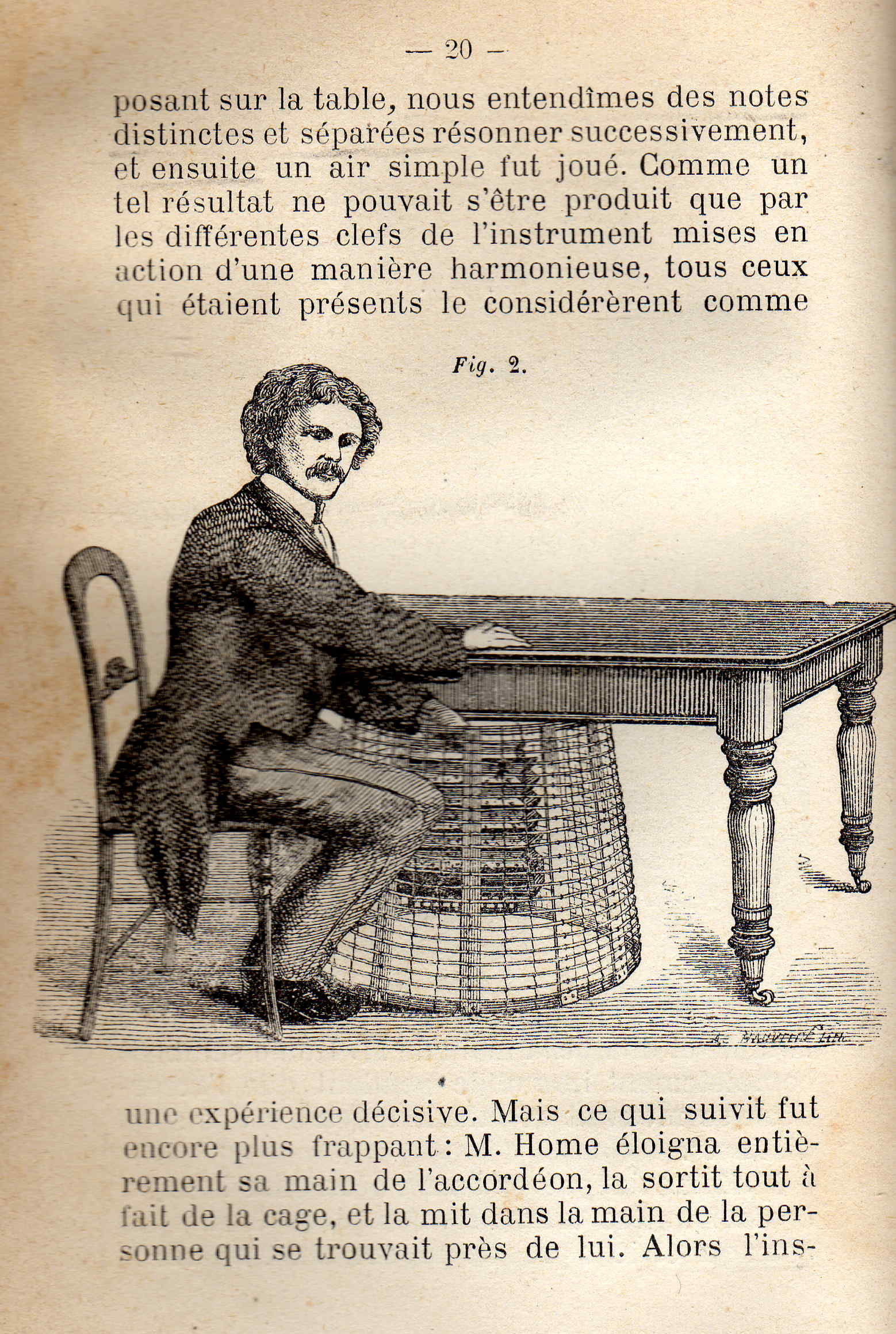
Um dos experimentos pelo qual Sir William Crookes atestou a mediunidade de Daniel Dunglas Home (c.1870)

De acordo com o escritor e médico Sir Arthur Conan Doyle, Home era raro pelo fato de possuir quatro tipos diferentes de mediunidade: voz direta (a habilidade de deixar os espíritos falarem de forma audível); psicofonia (a habilidade de deixar os espíritos falarem através de si); clarividência (a habilidade de se ver coisas que estão fora de vista); e mediunidade de efeitos físicos (mover objetos à distância, levitação, materialização, etc.). Home suspeitava de qualquer médium que alegasse possuir faculdades que ele não possuía, e ele denunciava bastante as demonstrações mediúnicas que julgava como fraudulentas. Uma vez que os médiuns de materialização costumavam trabalhar em locais escurecidos, Home cobrava que todas as sessões fossem feitas à luz do dia.
O próprio Home, naturalmente, foi amplamente suspeito de fraude mas essa jamais foi comprovada (Doyle 1926: volume 1, 207). Frank Podmore (1910, 31-86 e 1902, 223-269) e Milbourne Christopher (1970, 174-187) apresentam uma fonte de especulação sobre as maneiras com as quais Home teria iludido seus assistentes. Alguns testemunhos sugerem que Home costumava conduzir suas demonstrações com luz fraca. São discutidas as condições de luz nos mais famosos feitos de levitação de Home, e certas testemunhas dizem que estava bem escuro. Podmore (1910, p. 45) registra que Home tinha um companheiro constante que se sentava do lado oposto a ele durante as suas sessões.
Entre 1870 e 1873, o cientista Sir William Crookes conduziu experimentos para determinar a validade dos fenômenos produzidos por três médiuns: Florence Cook, Kate Fox e D. D. Home. O relatório final de Crookes (1874) concluiu que os fenômenos produzidos pelos três médiuns eram genuínos (Crookes, 1874), um resultado que gerou polêmica entre o "establishment" científico da época. Crookes registrou que em alguns experimentos ele controlou e segurou Home colocando seus pés em cima dos dele (Crookes, 1874).
Alexander von Boutlerow, professor de Química da Universidade de São Petersburgo e cunhado de Home, também obteve resultados positivos em seus testes com Home (Lamont, 2005 p. 222).

## Dia da Levitação
No Brasil, é comemorado a 16 de dezembro o dia da Levitação em homenagem a Home que nesse dia, em 1868, teria levitado passando através da janela da sua casa em Londres para entrar pela janela de um vizinho, a 24 metros de altura. É de notar que este fenômeno foi presenciado pelo visconde Adare, o senhor de Lindsay e o capitão Winne, respeitados e prestigiados membros da sociedade londrina da altura.